# Fjenneslev
Fjenneslev er en tidligere stationsby i Sydvestsjælland med 791 indbyggere  (2025). Fjenneslev er beliggende ved Vestbanen og Vestmotorvejen syv kilometer øst for Sorø og ni kilometer vest for Ringsted. Byen tilhører Sorø Kommune og er beliggende i Fjenneslev Sogn. Den nu nedlagte Fjenneslev Station ligger i byen og Fjenneslev Kirke findes i landsbyen Kirke Fjenneslev 1½ km sydøst for byen.
Biskop Absalon blev født i Fjenneslev cirka 1128.